# Proscopia heteropoda
Proscopia heteropoda is een rechtvleugelig insect uit de familie Proscopiidae. De wetenschappelijke naam van deze soort is voor het eerst geldig gepubliceerd in 1813 door Stoll.